# Baron Strathclyde
Baron Strathclyde – brytyjski tytuł parowski kreowany dwukrotnie w parostwie Zjednoczonego Królestwa.

## Lista baronów Strathclyde
Baronowie Strathclyde 1. kreacji (parostwo Zjednoczonego Królestwa)
- 1914–1928: Alexander Ure, 1. baron Strathclyde

Baronowie Strathclyde 2. kreacji (parostwo Zjednoczonego Królestwa)
- 1955–1985: Thomas Dunlop Galbraith, 1. baron Strathclyde
- 1985 -: Thomas Galloway Dunlop du Roy de Blicquy Galbraith, 2. baron Strathclyde